# Zdeněk Šreiner
Zdeněk Šreiner (né le 2 juin 1954 à Ostrava et mort le 28 novembre 2017 est un footballeur international tchécoslovaque.
Il participe aux Jeux olympiques d'été de 1980, remportant la médaille d'or avec la Tchécoslovaquie.

## Biographie

### En club
Zdeněk Šreiner joue en Tchécoslovaquie, en France et en Autriche. Il évolue pendant onze saisons avec le club du Baník Ostrava.
Il remporte avec le Baník Ostrava deux championnats de Tchécoslovaquie et une Coupe de Tchécoslovaquie.
Au sein des compétitions européennes, il joue 10 matchs en Coupe d'Europe des clubs champions (un but), 14 matchs en Coupe de l'UEFA (trois buts), et enfin huit rencontres en Coupe des coupes. Il est demi-finaliste de la Coupe des coupes en 1979, en étant battu par le club allemand du Fortuna Düsseldorf. Il est ensuite quart de finaliste de la Coupe des clubs champions en 1981, en étant éliminé par le prestigieux Bayern Munich.
Le 14 septembre 1983, il inscrit un doublé en Coupe des coupes, lors du premier tour face aux Danois du B 1903 København.

### En équipe nationale
Zdeněk Šreiner reçoit six sélections en équipe de Tchécoslovaquie entre 1980 et 1984.
Il joue son premier match en équipe nationale le 24 septembre 1980, en amical contre la Pologne (score : 1-1 à Chorzów). Il joue son dernier match le 28 mars 1984, en amical contre l'Allemagne de l'Est (défaite 2-1 à Erfurt).
Il participe avec l'équipe olympique aux Jeux olympiques d'été de 1980 organisés à Moscou. Lors du tournoi olympique, il joue trois matchs, inscrivant un but contre la Yougoslavie en demi-finale.

## Palmarès

### Équipe de Tchécoslovaquie
- Jeux olympiques de 1980 :
  -  Médaille d'or.

### Baník Ostrava
- Championnat de Tchécoslovaquie :
  - Champion : 1980 et 1981.
  - Vice-champion : 1979, 1982 et 1983.

- Coupe de Tchécoslovaquie :
  - Vainqueur : 1978.
  - Finaliste : 1979.

- Coupe Intertoto :
  - Vainqueur : 1979 et 1985.